# Lukas Weißhaidinger
Lukas Weißhaidinger (Schärding, 20 febbraio 1992) è un discobolo e pesista austriaco, vincitore nel lancio del disco della medaglia di bronzo ai Giochi olimpici di Tokyo 2020 e finalista a Rio de Janeiro 2016.

## Palmarès
| Anno | Manifestazione  | Sede           | Evento           | Risultato | Prestazione | Note |
| ---- | --------------- | -------------- | ---------------- | --------- | ----------- | ---- |
| 2009 | Mondiali U18    | Bressanone     | Getto del peso   | 4º        | 20,35 m     |      |
| 2009 | Mondiali U18    | Bressanone     | Lancio del disco | 36º       | 47,79 m     |      |
| 2010 | Mondiali U20    | Moncton        | Getto del peso   | 6º        | 19,03 m     |      |
| 2010 | Mondiali U20    | Moncton        | Lancio del disco | 16º       | 55,33 m     |      |
| 2011 | Europei U20     | Tallinn        | Getto del peso   | 5º        | 19,55 m     |      |
| 2011 | Europei U20     | Tallinn        | Lancio del disco | Oro       | 63,83 m     |      |
| 2013 | Europei indoor  | Göteborg       | Getto del peso   | 20º (q)   | 18,38 m     |      |
| 2013 | Europei U23     | Tampere        | Getto del peso   | 11º       | 17,42 m     |      |
| 2013 | Europei U23     | Tampere        | Lancio del disco | 7º        | 57,97 m     |      |
| 2015 | Europei indoor  | Praga          | Getto del peso   | 24º (q)   | 18,71 m     |      |
| 2015 | Mondiali        | Pechino        | Lancio del disco | 20º (q)   | 61,26 m     |      |
| 2016 | Giochi olimpici | Rio de Janeiro | Lancio del disco | 6º        | 64,95 m     |      |
| 2017 | Mondiali        | Londra         | Lancio del disco | 9º        | 63,76 m     |      |
| 2018 | Europei         | Berlino        | Lancio del disco | Bronzo    | 65,14 m     |      |
| 2019 | Mondiali        | Doha           | Lancio del disco | Bronzo    | 66,82 m     |      |
| 2021 | Giochi olimpici | Tokyo          | Lancio del disco | Bronzo    | 67,07 m     |      |
| 2022 | Mondiali        | Eugene         | Lancio del disco | 10º       | 63,98 m     |      |
| 2022 | Europei         | Monaco         | Lancio del disco | 9º        | 63,02 m     |      |
| 2023 | Mondiali        | Budapest       | Lancio del disco | 7º        | 65,54 m     |      |
| 2024 | Europei         | Roma           | Lancio del disco | Argento   | 67,70 m     |      |
| 2024 | Giochi olimpici | Parigi         | Lancio del disco | 5º        | 67,54 m     |      |